# Рагби 15 репрезентација Уругваја
Рагби јунион репрезентација Уругваја је рагби јунион тим који предстваља Уругвај у овом екипном спорту. Боје дреса Уругваја су светлоплава и црна, а капитен је Николас Клепенбах. Прву историјску утакмицу Уругвај је играо 1948. противник је био Чиле. Уругвај је 1981. освојио Јужноамерички рагби шампионат и учествовао је на три светска првенства.
== Тренутни састав ==
Герман Кеслер
Николас Клепенбах - капитен
Карлос Арболеја
Алејо Корал
Оскар Дуран
Марио Сагарио
Франко Ламанета
Сантијаго Виласека
Агустин Алонсо
Метијас Бир
Хуан Мануел Гаминара
Диего Манго
Алехандро Нието
Алејо Дуран
Фелипе Берчеси
Мануел Бленђио
Алберто Роман
Андрес Виласека
Франсиско Буланти
Сантијаго Гибернау
Леандро Леивас
Гастон Миервес
Родриго Силва